# Bo Kristiansen
Bo Kristiansen (13. juli 1944 i Göteborg – 8. november 1991 i København) var en dansk keramiker. 
Han blev uddannet på Kunsthåndværkerskolen i København 1962 – 1965 og fik sit eget værksted i Gudhjem i 1968 og i 1979 i København. Bogstaver og skrifttegn er den gennemgående dekoration på Kristiansens stentøjsarbejder, fade, skåle og vaser i klare farver. Skriften står indridset eller i relief og udgør i de tidlige arbejder brudstykker af digte og sange af Bob Dylan og Gustaf Munch-Petersen. Kristiansens formsprog var holdt i det enkle og geometriske former som kugle, kube eller pyramide. Kristiansen er repræsenteret på mange danske og udenlandske museer.